# Invasion croisée de l'Égypte
Croisade
Batailles
siège de Bilbéïs (1163) • siège de Bilbéïs (1164) • Bâbain-Ashmûnain (1167) • siège d'Alexandrie (1167) • prise de Bilbéïs (1168) • siège du Caire (1168) • siège de damietta (1169)
L’Invasion croisée de l'Égypte commence par une lutte de pouvoir interne au califat fatimide d'Égypte entre plusieurs vizirs. L'un d'entre eux, Shawar, fait appel à Nur ad-Din, émir d'Alep, qui envoie une armée dirigée par Shirkuh pour le replacer au pouvoir, mais ne lui fournit pas le payement promis et appelle le roi Amaury Ier de Jérusalem, pour se débarrasser de Shirkuh.
Il s'ensuit une succession d'interventions de la part d'Alep et de Jérusalem, assortie de trêves, chaque camp voulant éviter que l'autre ne s'installe durablement dans la vallée du Nil. Cependant, des maladresses des croisés finirent par favoriser l'arrivée au pouvoir en Égypte de Saladin, le neveu de Shirkuh.

## Contexte
Après la prise de Jérusalem et la création des États latins d'Orient, un équilibre s'était installé entre les chrétiens et les musulmans. Mais le zengide Nur ad-Din avait réussi l'unification de la Syrie, coupant toute possibilité d'expansion dans cette direction pour les Croisés. 
La seule option pour le royaume de Jérusalem était l'Égypte à une période où son régime, le Califat fatimide était dans les dernières phases de la décadence.

### Les enjeux
Politiquement et militairement, l'Égypte fatimide avait perdu de sa vitalité et, de puissance qui avait repris Jérusalem aux Turcs en 1098, puis avait tenté plusieurs attaques contre le royaume de Jérusalem au début eu XIIe siècle, s'était affaibli par la perte du pouvoir des califes au profit des vizirs qui s'entre déchiraient.
Économiquement, le pays se trouvait sur les routes commerciales entre l'Inde et l'Extrême Orient d'une part, et la Méditerranée et l'Europe d'autre part. Cette richesse ne pouvait qu’attiser les convoitises de ses voisins, et notamment les Turcs ou les Francs.
La conquête de l'Égypte signifierait pour les Francs un regain de vigueur, l'occupation pouvant être possible en s'appuyant sur la population copte, assez bien représentée au sein de la population égyptienne. Cette même conquête par les Turcs leur permettrait de mettre fin à leur divergences religieuses, La Syrie étant sunnite et l'Égypte chiite, et d'encercler les États latins d'Orient en étau, amenant à plus ou moins long terme leur disparition.

### La crise égyptienne
En effet, les califes avaient perdu le pouvoir au profit des vizirs. En 1154, le calife Az-Zafir a pour favori le fils du vizir ’Abbâs ibn-Abu’l Futûh (ca), dont il ne supporte pas la tutelle. Il tente d'inciter son favori de commettre un parricide, mais sous l'influence de l'historien syrien Usâma ibn Munqidh, le fils se réconcilie avec le père et assassine le calife. Le vizir accuse les deux frères du calife de l'avoir assassiné et les fait égorger, mais il est renversé peu après dans une révolte du palais et est tué alors qu'il s'enfuit en direction du Sinaï. Le nouveau vizir, Talâ’i ibn Razzîk (en), lui succède pendant sept ans, pendant lesquels se succèdent plusieurs califes, Al-Fâ’iz en 1154, puis Al-‘Adîd en 1160. Razzîk est assassiné en 1161, et son fils lui succède, mais est tué au bout d'un an par Shawar, le gouverneur de la Haute-Égypte, qui prend sa place. 
Mais les agissements de la famille du nouveau vizir lui aliène les officiers et le chambellan, Dirghâm se révolte et le chasse d'Égypte, devient vizir mais fait exécuter les émirs dont il doute de la fidélité.

## Les opérations militaires

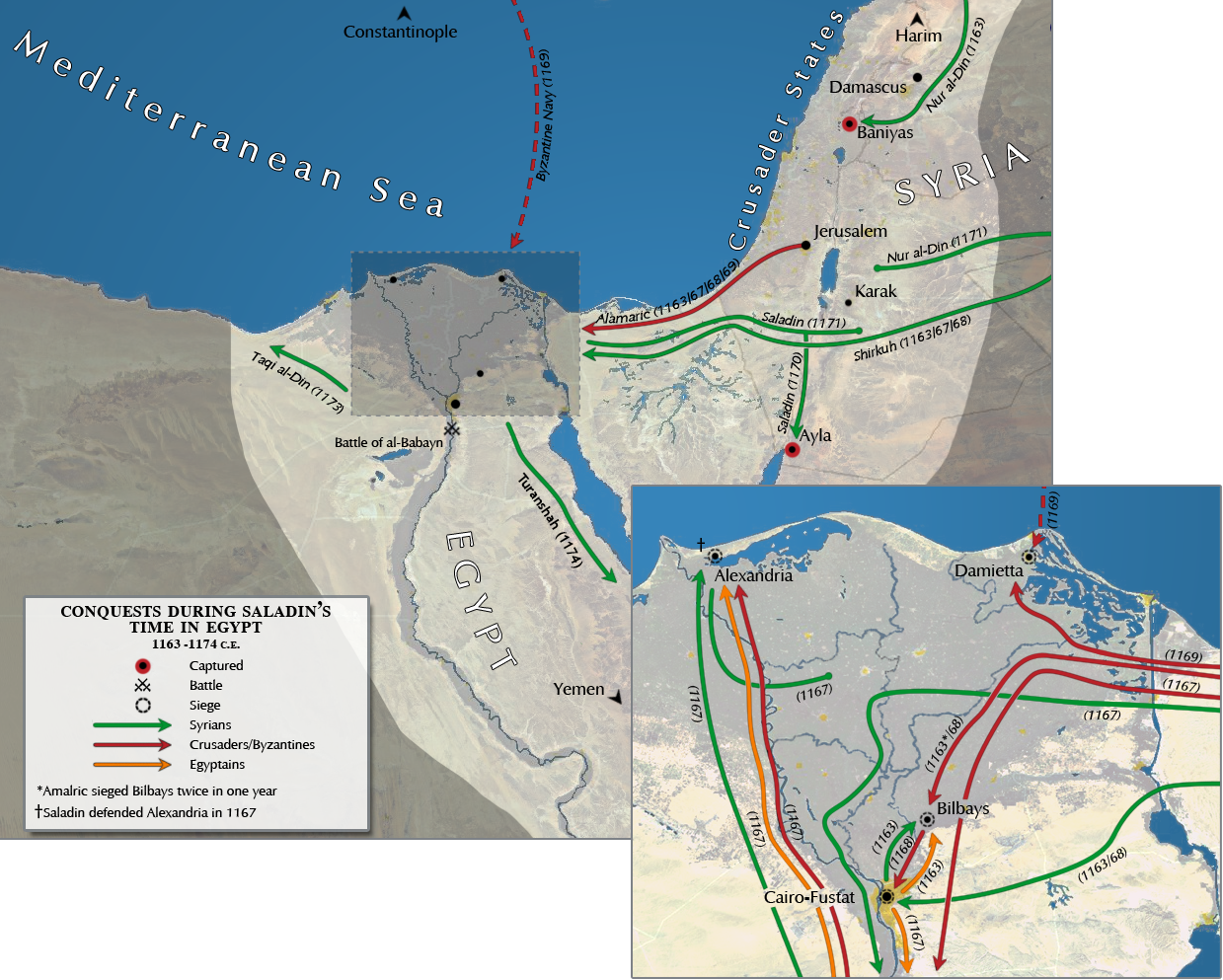
La conquête de l’Égypte durant l'époque de Saladin

### Première campagne franque (1163)
En 1160, à la suite de la mort du calife Al-Fâ’iz, profitant des troubles qui suivirent, Baudouin III avait obtenu la promesse du versement d'un tribut de 160 000 dinars. Prétextant le non versement, mais voulant en fait conquérir l'Égypte, son frère Amaury Ier traverse l'isthme de Suez, envahit le delta et met le siège devant Bilbeîs. La ville semble être sur le point d'être prise quand Dirghâm profite des crues du Nil pour organiser l'inondation de la région et obliber les Francs à rentrer chez eux.

### Première intervention zengide (1164)
Entre-temps, Shawar trouve refuge à Alep où il est bien accueilli par Nur ad-Din. Il demande à l'atabeg son aide pour reconquérir son poste de vizir, lui promettant le remboursement des frais de l'expédition, le tiers des revenus égyptiens et la reconnaissance de la suzeraineté de Damas. L'atabeg hésite longuement, puis finit par accepter et confier une armée à un de ses lieutenants, Shirkuh. Il envoie également son armée vers Panéas afin d'occuper l'armée franque et de permettre à l'expédition de Shirkuh de traverser le Sinaï sans être intercepté par les forces franques. 
Dirghâm, apprenant les préparatifs des Syriens et conscient de l’infériorité tactique de ses troupes, négocie l'alliance avec les Francs pour que ceux-ci empêchent l'arrivée de Shirkuh en échange d'un tribut, mais la rapidité de ce dernier et la diversion de Nur ad-Din au nord ne leur permettent pas d'intervenir. Shirkuh arrive au Caire et Dirghâm, abandonné par le peuple et l'armée, desavoué par le calife est tué en cherchant à fuir. Shawar est ainsi restauré comme vizir.

### Deuxième campagne franque (1164)
Restauré, Shawar n'a pas la moindre intention de tenir ses engagements envers Shirkuh, aussi tente-t-il de les éluder. Shirkuh, face à ce refus occupe à titre de garantie la ville de Bilbeîs et la province d'Al-Sharqiya. Ne sachant pas comment s'en sortir, Shawar fait appel aux Francs. Amaury Ier, met immédiatement son armée en marche, et Shirkuh, apprenant son arrivée, se retire dans Bilbéîs où les Francs et les Égyptiens l'assiègent. Le siège dura trois mois au cours desquelles aucun progrès ne fut constaté de part et d'autre. Mais Nur ad-Din en profite pour attaquer la principauté d'Antioche et remporter la victoire de Harim. Amaury et Shirkuh parviennent à un accord : les deux armées évacuent l'Égypte en même temps et chacun revient sain et sauf dans son pays.

### Deuxième intervention zengide (1167)
Pendant plusieurs années, la paix règne en Égypte, les Francs et les Zengides s'affrontent plutôt en Syrie, et Nur ad-Din se contente de du status-quo. Mais c'est sans compter avec Shirkuh qui a pu constater que l'Égypte est riche et faiblement défendue. En désaccord avec son maître, il multiplie les démarches auprès du calife abbasside, plaidant pour la disparition du califat fatimide, donc chiite et concurrent de celui de Bagdad, et le retour de l'Égypte dans l'obédience des Abbassides. Il s'appuie également sur l'opinion sunnite, de sorte que Nour ad-Din ne peut qu'autoriser l'expédition et confie une armée de deux mille cavaliers qui quitte Damas en janvier 1167. Shirkuh travers le désert de Tîh, au sud du Sinaï, préférant y affronter une tempête de sable, plutôt que d'alerter les Francs.

### Troisième campagne franque (1167)
Ayant conclu un traité d'assistance peu avant avec les Francs, Shawar, apprenant la future arrivée de Shirkuh appelle à l'aide Amaury Ier, qui réunit l'assemblée des barons à Naplouse, laquelle se montre favorable à une intervention, préférant en Égypte un califat fatimide faible à un sultanat zengide fort. Amaury tente d'intercepter l'armée de Shirkuh, mais échoue à surprendre le convoi. Le 30 janvier 1167, l'armée franque se met en route vers l'Égypte et fait la jonction avec l'armée de Shawar à Bilbéis. Un accord est conclu, par lesquels le roi de Jérusalem s'engage à ne pas quitter le pays tant que Shirkuh y reste, moyennant une somme de 400 000 besans. Hugues de Césarée et Guillaume de Tyr sont envoyés en ambassade auprès du calife pour ratifier le traité.
Shirkuh, de son côté, avait pu s'installer à Gizeh. Les Francs commencent à construire un pont sur le Nil, mais les archers syriens empêchent la fin du chantier. Cependant L'armée zengide reste bloquée à Gîzeh, car quitter l’endroit permettrait aux croisés de franchir le Nil et de le prendre à revers. Un détachement syrien envoyé en ravitaillement au nord du Caire est défait par Miles de Plancy, amenant le découragement dans l'armée de Shirkuh, car des renforts arrivent conduits par Onfroy II de Toron et Philippe de Milly. Les franco-égyptiens tentent de traverser le Nil plus au nord en utilisant une île, et Shirkuh, jugeant sa position très précaire, se replie en Haute-Égypte.
Amaury et Shawar laissent deux détachements en Basse-Égypte, l'un commandé par Hugues d'Ibelin et un fils de Shawar pour défendre le Caire, l'autre commandé par Gérard de Pougy et un autre fils de Sahar pour tenir Gizeh et se lancent à la poursuite de Shirkuh. Les deux armées se rejoignent à Bâbain-Ashmûnain où les Francs et les Égyptiens sont défaits par Shirkuh le 19 mars 1167. Pendant qu'Amaury regroupe son armée,  et se replie sur le Caire, Shirkuh s'empare d'Alexandrie, qui est bientôt assiégée. Laissant la ville à son neveu Saladin, le général zengide quitte la ville pour la Haute-Égypte, espérant qu'une partie de l'armée adverse la suive, mais la manœuvre n'obtient pas l'effet escompté. La situation étant bloquée, Shirkuh négocie la fin des hostilités, décidant du retrait des armées franques et zengides d'Égypte.
Cependant, en attente du versement de la somme convenue, Amaury délègue un représentant à la cour du Caire et y installe également une garnison, mettant l'Égypte sous protectorat franc.

### La tentative de conquête franque (1168)
La présence d'un conseiller franc à la cour du calife, d'une garnison au Caire, ainsi que celle des fonctionnaires chargés d'encaisser les indemnités augmentent le mécontentement du peuple égyptien, car cela implique des impôts supplémentaires. Des membres de la cour commencent à considérer l'alliance avec Nur ad-Din comme un moindre mal. Les chevaliers et fonctionnaires francs s'inquiètent et commence à envoyer des messages de détresse à Amaury. Ce dernier hésite, car il est en train de négocier une alliance avec Byzance pour la conquête de l'Égypte, mais une fraction importante de son entourage le pousse à intervenir immédiatement,.
Sous la pression de ses barons, Amaury marche sur l'Égypte. Le 1er novembre 1168, son armée arrive devant Bilbéis, qui refuse de lui ouvrir ses portes. La ville est prise le 4 novembre, et la population est massacrée. Le 13 novembre, les Francs arrivent devant le Caire, mais les Égyptiens préfèrent brûler les faubourgs et menacent d'incendier la ville plutôt que de la laisser aux croisés. le roi de Jérusalem, voyant la difficulté de la conquête, négocie avec Shawar une somme d'argent contre le retrait des troupes et évacue la vallée du Nil le 2 janvier 1169,.
Mais les Égyptiens avaient appelé les Syriens à leur aide et l'armée de Shirkuh arrive peu après, le 8 janvier. Las des traitrises, il se saisit de Shawar et le fait exécuter, et devient vizir le 18 janvier. Shirkuh meurt deux mois plus tard, le 23 mars 1169, laissant le pays à son neveu Saladin,.

## Conséquences
Les États latins d'Orient sont désormais encerclés par des principautés musulmanes fortes et vont devoir se défendre sur deux fronts. Les tentatives ultérieures de conquérir l'Égypte, dont la première aura lieu en décembre 1169 par une alliance franco-byzantine, seront des échecs. Dans un premier temps, Saladin va plutôt renforcer sa position et chercher à garder une autonomie face à Nur ad-Din, puis unifier la Syrie après la mort de ce dernier, ce qu'il réalisera après la prise de Damas, en 1176, puis d'Alep en 1183. Il pourra amorcer la reconquête de la Palestine, avec la bataille de Hattin, puis la prise de Jérusalem, en 1187, opération qui prendra définitivement fin en 1291 avec la prise de Saint-Jean-d'Acre en 1291.